# Вежховисько (Сілезьке воєводство)
Вежховисько (пол. Wierzchowisko) — село в Польщі, у гміні Миканув Ченстоховського повіту Сілезького воєводства.
Населення — 1363 особи (2011).
У 1975—1998 роках село належало до Ченстоховського воєводства.

## Демографія
Демографічна структура станом на 31 березня 2011 року:
|          | Загалом | Допрацездатний вік | Працездатний вік | Постпрацездатний вік |
| -------- | ------- | ------------------ | ---------------- | -------------------- |
| Чоловіки | 679     | 183                | 453              | 43                   |
| Жінки    | 684     | 152                | 437              | 95                   |
| Разом    | 1363    | 335                | 890              | 138                  |